# Витексовые
Ви́тексовые (лат. Viticoideae) — подсемейство двудольных растений в составе семейства Яснотковые (Lamiaceae).

## Описание
Деревья, кустарники и лианы, реже травянистые растения. Цветки собраны в кистевидные, щитковидные, метельчатые или зонтиковидные соцветия. Прицветники крупные, иногда похожие на листья. Чашечка актиноморфная или слабо зигоморфная, колокольчатой или трубчатой формы. Тычинок обычно 4 или 5, реже 1 или 2.

## Классификация
Семейство включает в себя 10 родов:
- Cornutia L.
- Gmelina L. — Гмелина
- Paravitex H. R. Fletcher
- Petitia Jacq.
- Premna L.
- Pseudocarpidium Millsp.
- Teijsmanniodendron Koord.
- Tsoongia Merr.
- Vitex L. — Витекс
- Viticipremna H. J. Lam

## Распространение
Представители подсемейства встречаются, преимущественно, в тропической и субтропической зоне на всех континентах. Немногие виды рода Vitex заходят в умеренную зону.